# Cholera
Cholera – ostra i zaraźliwa choroba zakaźna przewodu pokarmowego, której przyczyną jest spożycie pokarmu lub wody skażonej Gram-ujemną bakterią – szczepami przecinkowca cholery (Vibrio cholerae) produkującego enterotoksynę.
Bakteria występuje w wielu serotypach, z których dwa wywołują cholerę u ludzi: O1 i O139.
Serotyp O1 ma dwa biotypy: klasyczny i El Tor.
Cholerę cechuje śmiertelność około 1% (skrajnie 20%) przypadków prawidłowo leczonych i 50% przy braku leczenia. Według danych przekazanych oficjalnie do WHO, w 2001 roku na świecie zanotowano 184 311 przypadków tej choroby, a z jej powodu zmarło 2728 osób. WHO ocenia jednak, że zgłaszanych jest jedynie 5–10% przypadków tej choroby. Około 1,4 miliarda ludzi mieszka w krajach, w których stwierdzono występowanie cholery w ciągu trzech spośród pięciu ostatnich lat. W krajach tych zapada rocznie na cholerę około 2,8 miliona a umiera na tę chorobę około 90 tysięcy ludzi.

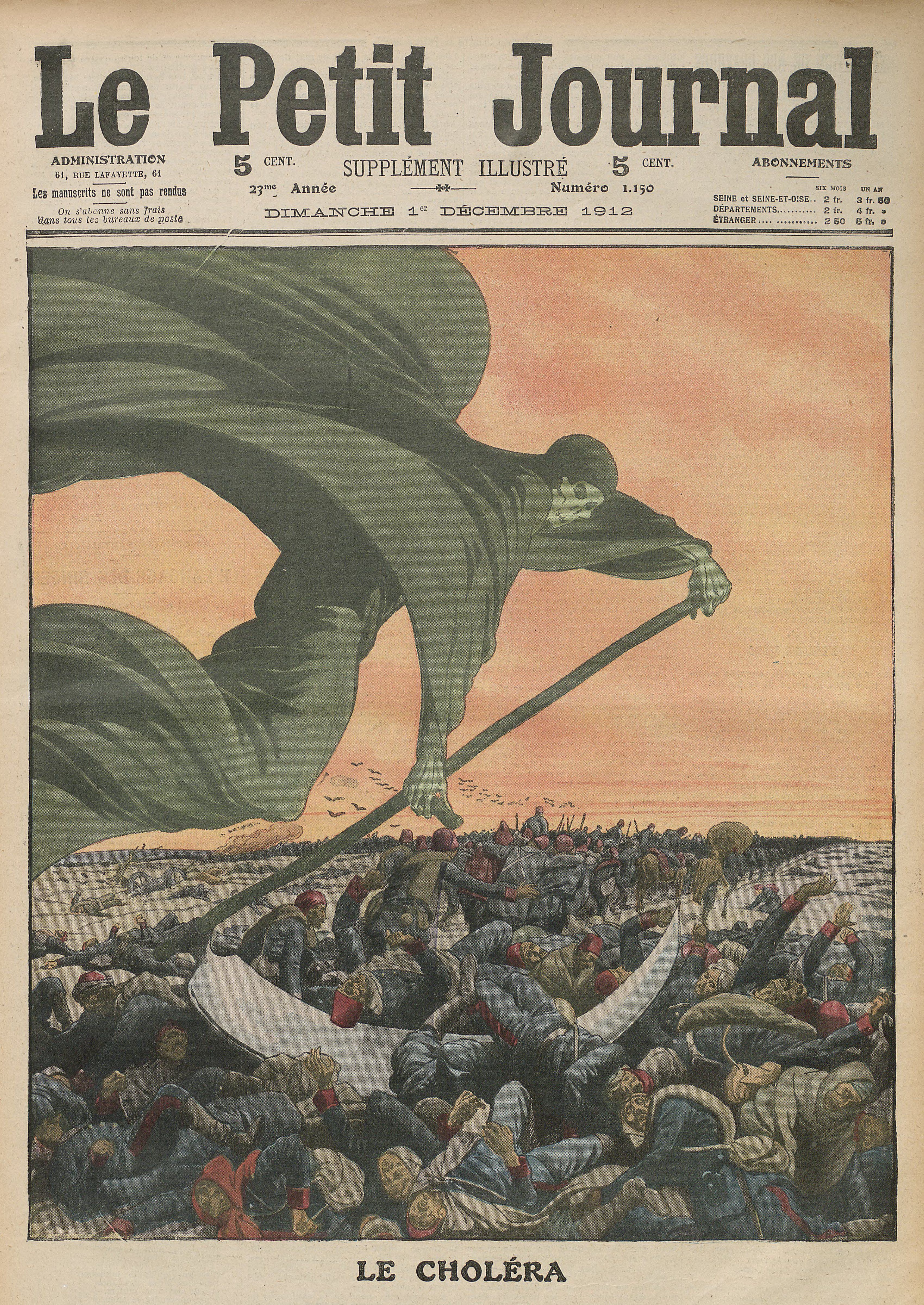
Śmierć przynosząca cholerę, magazyn „Le Petit Journal”

Na świecie miało miejsce siedem pandemii cholery. Na terenie północnej Polski po raz ostatni epidemia panowała w latach 1892–1894.
W Europie najgroźniejsza była epidemia cholery z lat 1831–1838. Do Polski dotarła za sprawą wojsk rosyjskich podczas powstania listopadowego. Zmarli na nią m.in. wielki książę Konstanty, carski marszałek Iwan Dybicz, a w Prusach marszałek August von Gneisenau, słynny teoretyk wojny Carl von Clausewitz i filozof Georg Hegel. Kolejne ataki choroby zanotowano w latach 1848–1855. Prawdopodobnie na nią zmarł Adam Mickiewicz podczas epidemii w roku 1855 w Stambule. W 1862 w Edo na cholerę zmarł Shūsaku Hon’inbō, jeden z najlepszych graczy w go. Mariusz Zaruski zaraził się nią w 1941 w więzieniu NKWD w Chersoniu i z tej przyczyny zmarł.

## Czynnik etiologiczny i droga szerzenia
W 1883, dzięki badaniom Roberta Kocha, została poznana przyczyna tej choroby. Jest nią głównie Vibrio cholerae (przecinkowiec cholery), ale także niektóre inne bakterie z rodzaju Vibrio. V. cholerae występuje w dwóch głównych typach serologicznych: 01 i 0139 (Bombaj). Vibrio spp. są wrażliwe na podwyższoną temperaturę, wysychanie i kwaśne środowisko, a dobrze tolerują niskie temperatury, wilgotność, środowisko zasadowe.
Do zakażenia dochodzi na drodze pokarmowej, głównie przez skażoną ludzkimi odchodami wodę. Rzadko przez żywność (tj. owoce morza). Wodę zanieczyszczać bakteriami zdolni są jedynie ludzie chorzy lub nosiciele.
W przebiegu choroby dochodzi – podobnie jak w przypadku krztuśca – do modyfikacji białka G, a ściślej podjednostki α białka Gs. W efekcie zahamowana jest hydroliza GTP, co uniemożliwia obniżenie aktywności cyklazy adenylowej. Prowadzi to do wzrostu poziomu cAMP, na co organizm reaguje wydzielaniem wody do jelit (toksyna krztuśca zaburza natomiast oddziaływanie receptora metabotropowego z białkiem G, odpowiedzialne za przekazywanie sygnałów komórkowych).
W roku 2000, w efekcie czteroletnich prac, udało się zsekwencjonować genom bakterii Vibrio cholerae.

## Objawy i rozpoznawanie
W początkowym okresie zakażenia dominuje biegunka, wymioty, zwykle bez gorączki i bólu brzucha. Stolec ma charakterystyczny wygląd – przypomina wodę po płukaniu ryżu i charakteryzuje się swoistym słodkawym zapachem. Niepodjęcie leczenia prowadzi do zaostrzenia stanu pacjenta.
Uwalniana przez bakterie enterotoksyna katalizuje wiązanie ADP do podjednostki α białka G. W efekcie zmodyfikowana podjednostka α traci aktywność GTP-azy i nie może oddysocjować od cyklazy adenylowej, której jest aktywatorem. W efekcie stałego pobudzenia następuje nadmierna synteza cyklicznego AMP. Rozpoczyna to okres magazynowania chlorków w rozworze światła jelit i zatrzymanie wchłaniania potasu. Zwiększone stężenie elektrolitów w świetle jelita powoduje stały wypływ wody z komórek nabłonka jelit (enterocytów). Zmiany te manifestują się przez:
- zmarszczenie skóry (jak skóra rąk po myciu naczyń),
- zmiana głosu (vox cholerica),
- zapadnięcie oczu i wyostrzenie rysów twarzy (facies cholerica, inaczej tzw. twarz Hipokratesa).

W skrajnie poważnych przypadkach dojść może do śpiączki.
Diagnostyka pojedynczych przypadków opiera się głównie na teście mikrobiologicznym. W czasie epidemii rozpoznanie na podstawie obrazu klinicznego nie sprawia problemów.

## Leczenie

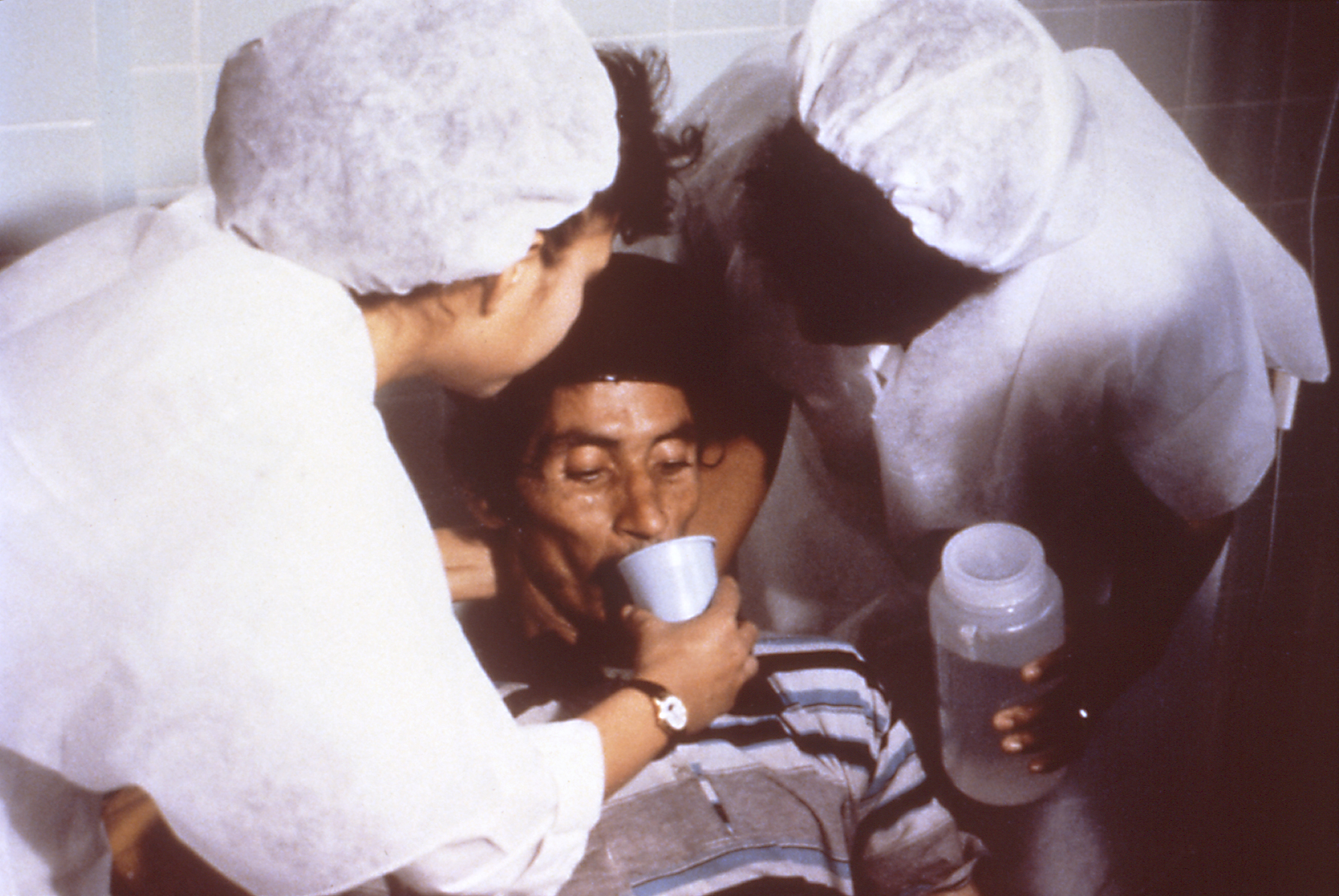
Chory na cholerę w trakcie nawadniania, 1992

Zasadnicze znaczenie ma leczenie objawowe polegające na wyrównywaniu zaburzeń gospodarki wodno-elektrolitowej, przede wszystkim odwodnienia. Uzupełnianie utraconych płynów prowadzi się doustnie, a także w postaci wlewów kroplowych. Preparaty doustne są preferowane jako bezpieczniejsze (zapobiegają przedawkowaniu potasu) i fizjologiczne.
Światowa Organizacja Zdrowia zaleca w tym przypadku przygotowanie roztworu: sól kuchenna – 3,5 g, cytrynian sodu – 2,9 g, chlorek potasu – 1,5 g i glukoza – 20,0 g rozpuszczone w 1 litrze wody. Jest to tak zwany WHO-ORS (WHO oral rehydration solution). Dostępne są też gotowe opakowania substancji suchej do rozpuszczenia lub gotowe roztwory.
W leczeniu stosuje się także antybiotyki, głównie tetracykliny.

## Zapobieganie
Zapobieganie polega głównie na ochronie ujęć wody i oczyszczaniu wody pitnej, a także izolacji chorych i nosicieli, myciu rąk i owoców oraz gotowaniu owoców morza. Od lipca 2009 roku w Polsce dostępna jest inaktywowana, doustna szczepionka przeciw cholerze o potwierdzonym profilu bezpieczeństwa, wysokim poziomie skuteczności i immunogenności.

## Klasyfikacja ICD10
| kod ICD10     | nazwa choroby                                                                 |
| ------------- | ----------------------------------------------------------------------------- |
| ICD-10: A00   | Cholera                                                                       |
| ICD-10: A00.0 | Cholera wywołana przecinkowcem klasycznym Vibrio cholerae 01, biotyp cholerae |
| ICD-10: A00.1 | Cholera wywołana przecinkowcem Vibrio cholerae 01, biotyp El-Tor              |
| ICD-10: A00.9 | Cholera, nieokreślona                                                         |